# 6583 Destinn
6583 Destinn (1984 DE) là một tiểu hành tinh vành đai chính được phát hiện ngày 21 tháng 2 năm 1984 bởi Mrkos, A. ở Klet.